# 442
Період падіння Західної Римської імперії. У Східній Римській імперії триває правління Феодосія II. У Західній правління Валентиніана III, значна частина території окупована варварами, зокрема в Іберії утворилося Вестготське королівство, а Північну Африку захопили вандали. У Китаї правління династії Лю Сун. В Індії правління імперії Гуптів. У Японії триває період Ямато. У Персії править династія Сассанідів.
На території лісостепової України Черняхівська культура. У Північному Причорномор'ї готи й сармати. Історики VI століття згадують плем'я антів, що мешкало на території сучасної України приблизно з IV сторіччя. З'явилися гуни, підкорили остготів та аланів й приєднали їх до себе.

## Події
Імператор Західної Римської імперії Валентиніан III підписав мирний договір із вождем вандалів Гейзеріхом. Таким чином Рим визнав королівство вандалів у Північній Африці. Вандали повернули Риму Сицилію й Мавританію. На цьому їхній довгий шлях завершився, вони осіли в Північній Африці, зробивши Карфаген своєю столицею.
Валентиніан III запропонував Гейзеріху одружити свого сина Гунеріха з принцесою Євдокією. Щоб позбутися теперішньої дружини Гунеріха, вестготської принцеси, Гейзеріх звинуватив її в спробі отруєння, їй відтяли вуха й ніс і відправили в Тулузу до короля вестготів.
Гуни здобули місто Найс, теперішній Ніш. Вони освоїли техніку облоги, що давала змогу їм здобувати фортеці.